# Jock Ewing
Jock Ewing is een personage uit de Amerikaanse soapserie Dallas. De rol werd vertolkt van aan de start van de serie voor Jim Davis tot bijna aan het einde van het vierde seizoen. Davis leed aan de ziekte van Kahler, maar bleef ondanks dit toch acteren tot het niet meer ging. De verhaallijn over een mogelijke scheiding werd afgebroken en Jock vertrok op vakantie. De makers lieten hem achter de schermen naar Zuid-Amerika gaan om olie te zoeken en dachten erover om Jock te recasten, maar besloten uiteindelijk om zijn personage te laten sterven. Jock kwam om bij een helikoptercrash negen maanden nadat acteur Davis overleden was. In 1986 nam Dale Midkiff de rol op zich in de televisiefilm Dallas: The Early Years waar hij aan een jonge Jock gestalte gaf.
Jock bouwde eigenhandig het grote bedrijf Ewing Oil op en was een zeer gerespecteerd zakenman in Texas.

## Personagebeschrijving

### Voorgeschiedenis
Jock werd geboren kort voor de Eerste Wereldoorlog en was de tweede zoon in een gezin met bescheiden middelen. In 1927 werd hij bevriend met Digger Barnes die erg goed was in het opsporen van olie. Hij trouwde met Amanda Lewis, die erg nerveus was. Door het feit dat Jock vaak van huis was werd Amanda na een tijd waanzinnig. Jock liet haar opnemen in een inrichting in Colorado. Na een tijdje zeiden de dokters dat haar mentale toestand niet zou veranderen. Jock besloot om van Amanda te scheiden maar bleef wel de rekeningen betalen.
Nadat oliebron Ewing 1 gevonden werd stroomde het geld binnen. Jock's oudere broer Jason hielp ook mee samen met Digger Barnes, maar in plaats van te werken dronken ze liever en vergokten ze hun winst. Ewing 2, 3, 4 en 5 werden door Jock ook op naam van Digger en Jason gezet, maar nadat zij het geld bleven verkwanselen zette Jock Ewing 6 op zijn eigen naam. Digger was furieus op Jock en hij probeerde uit te leggen waarom maar Digger wilde zijn uitleg niet horen en was zo kwaad dat hij Jock zelfs probeerde te vermoorden. Jock had het nu gehad met Digger en liet hem links liggen, zijn broer Jason vertrok naar onbekende oorden. Zonder Digger was het een heel stuk moeilijker om olie te vinden maar Jock werkte hard en zorgde ervoor dat de naam Ewing steeds meer faam kreeg.
Jock leerde Eleanor Southworth(Ellie) kennen en werd meteen verliefd op haar. Haar vader Aaron Southworth bezat de grote Southfork Ranch en maakte er geen geheim van dat hij Jock geen goede keuze vond voor Ellie. Zij had een relatie met Digger en hoewel Jock eerst de strijd niet wou aangaan met Digger ging hij uiteindelijk toch voor Ellie. Ze trouwden en Jock hielp de familie Southworth uit financiële problemen om zo de ranch te kunnen behouden.
Jock begon ook met boren naar olie op Southfork, maar dat was buiten Aaron Southworth gerekend. Jock gaf toe en er zou nooit naar olie geboord worden op Southfork zwoer hij. In 1939 beviel Miss Ellie van hun oudste zoon J.R. Twee jaar later kregen ze een tweede zoon die ze Gary noemden, naar de broer van Ellie. Na de aanvallen op Pearl Harbor in 1941 ging Jock het leger in en kwam twee jaar in Londen terecht waar hij Margaret Hunter leerde kennen, een verpleegster met wie hij een affaire kreeg. De affaire werd abrupt beëindigd toen Jock naar Frankrijk gestuurd werd. Bij zijn terugkeer op Southfork in 1945 had hij zulke schuldgevoelens dat hij de affaire opbiechtte aan Ellie. Zij vergaf het hem. Geen van hen wist echter dat Margaret zwanger was van Jock, iets wat pas veel later zou uitkomen.
Eind jaren veertig werd het gezin Ewing met een derde zoon gezegend, Bobby. In 1950 nam hij Hutch McKinney aan om als voorman de ranch te leiden zodat Jock zich helemaal kon storten op Ewing Oil. McKinney beschaamde echter het vertrouwen van Jock en stal van hem waardoor hij in 1952 ontslagen werd. Jock leidde nu opnieuw de ranch en het zou tot eind jaren zestig duren vooraleer hij opnieuw een voorman zou hebben, Ray Krebbs. Ray was de zoon van Margaret Hunter en later zou ook blijken dat het Jocks zoon was. Na de dood van Margaret ging Ray naar Southfork met een brief van zijn moeder of Jock voor hem kon zorgen en Jock ontfermde zich over de tiener. Naarmate de zonen van Jock ouder werden staken ook verschillende kop op. J.R. was enkel geïnteresseerd in de oliezaak en probeerde zich altijd te bewijzen tegenover zijn vader. Bobby werd verwend door Jock en was in zowel olie als de ranch geïnteresseerd. De middelste zoon Gary was een teleurstelling voor Jock omdat hij vond dat Gary een dromer was.

### Tijdens de serie
Aan het begin van de soap in 1978 is Jock met pensioen gegaan en heeft hij de controle over Ewing Oil aan zijn zoon J.R. overgelaten. Hij leidt samen met Ray de ranch maar zetelt wel nog in de raad van bestuur van Ewing Oil. Zijn zoon Bobby is met Pamela getrouwd, de dochter van zijn aartsvijand Digger. Hoewel hij het niet hoog op heeft met Pamela, aanvaardt hij haar al vrij snel als zijn schoondochter.
In de herfst van 1978 krijgt hij een zware hartaanval en moet hij een bypassoperatie ondergaan. Jock moest het rustiger aandoen en daar had nooit iemand rekening mee gehouden. Na de terugkeer van Julie Grey, voormalige secretaresse bij Ewing, zocht ze Jock op. Hoewel ze veel jonger was, keek ze op naar de grote man en er was een zekere aantrekkingskracht tussen de twee, maar die ging nooit verder. Misschien was er toch wat gebeurd, maar voor er iets kon gebeuren, werd Julie vermoord door twee zakenrelaties van J.R.
Jock herstelde volledig van de hartaanval en biechtte nu pas aan Ellie op dat zij zijn tweede vrouw was. Ellie had nooit van het bestaan van Amanda afgeweten. Buiten Jocks medeweten kampte Ellie zelf ook met medische problemen en ze had schrik dat Jock in staat was om van iemand te scheiden die ziek was. Ellie nam het Jock kwalijk maar nadat ze samen naar Colorado gingen om te zien in welke staat Amanda nog steeds was, vergaf ze het hem volledig. Het verleden bleef Jock achtervolgen. Hij schonk zijn voorman Ray een stuk grond op Southfork waar hijzelf een woning kon bouwen. Bij graafwerken werd een skelet ontdekt, dit bleek van Hutch McKinney te zijn, de voorman die Jock in 1952 ontsloeg nadat hij diefstal ontdekte. Diggers zoon Cliff, die assistent van de onderzoeksrechter was maakte een zaak tegen Jock waarin hij hem beschuldigde van moord. Het bewijs tegen Jock was overweldigend: McKinney werd neergeschoten met een pistool van Jock dat hij van Ellie's vader gekregen had en hij was vermoord op dezelfde avond dat Jock hem ontslagen had en gezegd had dat hij hem zou vermoorden. Getuigen werden verhoord om het opvliegende karakter van Jock te bewijzen. Uiteindelijk bleek niet Jock de dader te zijn, maar Digger die dit op zijn sterfbed bekende.